# 拉梅尔卡
拉梅尔卡（西班牙語：La Merca），是西班牙加利西亚自治区奥伦塞省的一个市镇。总面积51平方公里，总人口2419人（2001年），人口密度47人/平方公里。